# İntiqam Zairov
İntiqam Zairov (né le 21 avril 1985) est un haltérophile azerbaïdjanais.

## Carrière
Le 31 août 2016, le Comité international olympique annonce sa disqualification des Jeux olympiques d'été de 2008 de Pékin (où il avait terminé neuvième en moins de 85 kg) en raison de la présence de turinabol dans les échantillons prélevés lors de ces Jeux.

## Palmarès

### Jeux olympiques
- 2012 à Londres
  - Participation

### Championnats d'Europe
- 2013 à Tirana
  -  Médaille d'or en moins de 94 kg. Disqualifié